# Philipp Gassner
Philippe Gassner, né le 30 août 2003 à Feldkirch, est un footballeur international liechtensteinois qui évolue au poste d'avant-centre au FC Dornbirn.

## Biographie

### Carrière en club
Ayant commencé sa carrière footballistique au club de Frastanz, dans son district natal, Gassner intègre en 2017 l'AKA Vorarlberg, académie regroupant les meilleurs jeunes du Vorarlberg, dont il fréquente toutes les équipes de jeunes jusqu'à la fin de la saison 2021-22. Au plus haut niveau du football de jeunes autrichien, le jeune footballeur s'illustre en marquant 15 buts avec les moins de 18 ans,,, au sein d'une équipe du Vorarlberg qui termine troisième du championnat national lors de sa dernière saison, derrière seulement les réputés centres de formation de Salzbourg et du Rapid Vienne,. 
À l'été 2022, l'attaquant est recruté par le club de deuxième division du FC Dornbirn, avec qui il signe un contrat de deux ans plus une année en option,,.

### Carrière en sélection
International liechtensteinois en équipe de jeune dès 2018, Gassner fait ses débuts internationaux seniors le 14 juin 2022, remplaçant Aron Sele lors d'un match du Liechtenstein contre la Lettonie, en Ligue des nations.

## Style de jeu
Joueur polyvalent, Philipp Gassner s'illustre comme buteur prolifique au poste d'avant-centre avec les moins de 18 ans de l'AKA Vorarlberg dans la ligue de l'ÖFB, il a cependant joué aussi au poste de défenseur, central ou latéral, notamment avec les moins de 17 ans nationaux,,.